# Josef Svatopluk Machar
Josef Svatopluk Machar, född 29 februari 1864 i Kolín, död 17 mars 1942 i Prag, var en tjeckisk skald. 
Machar studerade juridik vid Prags tjeckiska universitet och blev tjänsteman vid Boden-Credit-Anstalt i Wien. Redan genom den första diktsamlingen, Confiteor (1887; andra upplagan 1899), väckte han stort uppseende som modern skeptiker, originell till form och innehåll, och som polemisk satiriker. Härpå följde diktsamlingarna Bez názvu (Utan titel, 1889), Třeti kniha lyriky (Den tredje boken lyrik, 1892), Pêle-Mêle (samma år), Tristium Vindobona (1893; andra upplagan 1900), Sonetter (fyra band, 1891–94), 1893–1896 (1897), allt reflexionslyrik, än sarkastisk-politisk och social, än intimt vek och resignerad. Åt sorgliga kvinnoöden ägnade han de båda samlingarna Magdalena (1894) och Zde by měly kvěst ruže (Här hade bort blomma rosor, samma år). Från resor samlade han stoff till diktsamlingen Výlet na Krym (Utflykt till Krim, 1898) och den i berättelseform avfattade reseskildringen Rím (Rom, 1907; femte upplagan 1908), spirituella religionsfilosofiska kåserier. 
Machars förkärlek för den helleniska kulturen och misstro mot den ortodoxt kristna tog sig även starka poetiska uttryck i de på bibliska och antika motiv byggda diktsamlingarna Golgata (1901), Jed z Judey (Gift från Judéen, 1906) och V záři hellenského slunce (I den helleniska solens glöd, samma år). Som politisk kåsör intog han en mycket framstående plats i Böhmens litteratur genom satirisk skärpa och formell elegans och räknades jämte Tomáš Garrigue Masaryk som en av banerförarna för de så kallade realisterna, som i politiken bröt med de ungtjeckiska traditionerna och i skönlitteraturen med de akademiska. Av hans tidningsartiklar föreligger i bokform Feuilleton (tre band, 1901). För sina djuptänkta nationalpsykologiska elegier "Tristium Vindobona" invaldes han i tjeckiska Frans-Josefsakademien, men avsade sig denna utmärkelse (1895) efter en skarp kritik av Vítězslav Háleks skaldskap, vilket blev utgångspunkten för den moderna rörelsen i den tjeckiska litteraturen.

## Utmärkelser
Asteroiden 3879 Machar är uppkallad efter honom.